# 제주어 구사능력
제주어 구사능력은 2013년 12월 27일 제주특별자치도의 향토유산 제2호로 지정되었다가, 2018년 10월 19일 해제되었다.

## 지정 사유
인정자는 또렷한 기억력, 향토문화에 대한 지식이 풍부하며, 제주어의 전수활동을 통해 사라져가는 전통의 소리를 보급하고 후학들을 지도 전승하기 위해 노력하고 있음에 따라 향토유산으로 지정 보호할 가치가 크다.